# Don Quixote (revista)
Don Quixote: Jornal Illustrado de Angelo Agostini foi uma publicação brasileira de sátira política, editada e ilustrada por Angelo Agostini, que circulou de 25 de janeiro de 1895 (ano 1, n. 1) até  14 de fevereiro de 1903 (ano 9, n. 164).